# فيضانات إسبانيا 2024
في 29 أكتوبر 2024، جلبت الأمطار الغزيرة ما يعادل أكثر من شهر من الأمطار إلى عدة مناطق في جنوب شرق إسبانيا، بما في ذلك منطقة بلنسية، ومنطقة قشتالة والمنشف، ومنطقة الأندلس . تسببت مياه الفيضانات في مقتل ما لا يقل عن 95 شخصًا  وأضرار جسيمة في الممتلكات.

## خلفية
تم تسجيل عدد كبير من الفيضانات في منطقة بلنسية، منذ عام 1321 وحتى التاريخ الحديث، مع فيضان بلنسية الكبير ‏ الناجم عن موجة البرد التي استمرت ثلاثة أيام، مما أدى إلى فيضان كبير لنهر وادي الأبيض وأسفر عن مقتل 81 شخصًا على الأقل. ردًا على الكارثة وافقت الكورتيس إسبانولاس ‏ على خطة لإعادة توجيه نهر توريا إلى الجنوب من بلنسية، على بعد ثلاثة كيلومترات من مساره الأصلي. 

## الفيضانات
بدءًا من 29 أكتوبر 2024 جلب "الطقس البارد" فيضانات مفاجئة هائلة في جنوب وجنوب شرق إسبانيا، وخاصة في منطقة بلنسية. شهدت شيفا ما يقرب من 500 مليمتر (20 بوصة) من هطول الأمطار، بينما سجلت كل من وتيال وتوريس إجمالي 200 مـم (7.9 بوصة) ، مع حصول البلديات الجنوبية الشرقية الأخرى على 100 مـم (3.9 بوصة) .  وفي الأندلس تسببت العاصفة في أضرار في المباني والطرق والجسور والأراضي الزراعية. كان لا بد من إنقاذ العديد من الأشخاص بواسطة الحرس المدني.  وأصدر خبراء الأرصاد الجوية توقعات بوقوع المزيد من العواصف التي ستضرب المناطق في 31 أكتوبر 2024. 
منع المجرى الجديد الذي جُعل للوادي الأبيض بعد الفيضانات الكارثية التي اجتاحته في عام 1957 ‏ حدوث فيضانات في مدينة بلنسية،  ولكنه تسبب في فيضانات للسكان إلى الجنوب منه. وقد أدت الفيضانات في النهاية إلى التأثير على جميع المراكز السكانية في هرطة الجنوبية ‏ ، فضلاً عن معظمها في كنبو تورية ‏ وفي ركانة وتيال ‏. 
تسببت مياه الفيضانات الناتجة في مقتل ما لا يقل عن 95 شخصًا،  بما في ذلك 92 في مقاطعة بلنسية،  واثنان آخران في قشتالة والمنشف  وواحد في الأندلس. وكان العشرات من الآخرين في عداد المفقودين أيضًا. كما تسببت الفيضانات في أضرار جسيمة بالمباني والبنية التحتية، حيث جرفت الطرق والسيارات، كما أدت إلى إخراج قطار سكة حديد عالي السرعة يحمل ما يقرب من 300 شخص عن مساره، دون وقوع إصابات.